# Johann Samuel Traugott Gehler

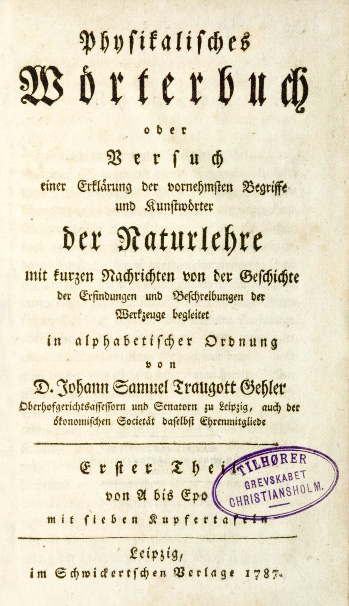
Titelbladet till Physikalischen Wörterbuch, band 1.

Johann Samuel Traugott Gehler, född 1 november 1751 i Görlitz, död  16 oktober 1795 i Leipzig, var en tysk fysiker. 
Gehler blev 1774 docent i matematik i Leipzig, 1783 rådsherre där och 1786 bisittare vid Oberhofgericht. Mest bekant är han genom Physikalisches Wörterbuch (5 band, 1787–1795; ny upplaga i 11 band, 1825–1845, bearbetad av åtskilliga vetenskapsmän).